# شب و روز (فیلم ۱۹۴۶)
شب و روز (انگلیسی: Night and Day) فیلمی در ژانر زندگینامه‌ای و موزیکال به کارگردانی مایکل کورتیز است که در سال ۱۹۴۶ منتشر شد.

## بازیگران
- کری گرانت
- آلکسیس اسمیت
- مونتی وولی
- مری مارتین
- جین وایمن
- دوروتی مالون
- ایو آردن
- آلن هیل
- دونالد وودز
- هنری استیونسون
- کریتن هالی
- سلنا رویل
- جان آلوین
- هاوارد فریمن
- جویس کامپتون
- پل کوانا
- ویوین اوکلند
- رابرت مکنزی
- چستر کلوت
- فرن اِمِت